# Résolution 733 du Conseil de sécurité des Nations unies
Membres permanents
- Chine
- États-Unis
- France
- Royaume-Uni
- Russie

Membres non permanents
- Autriche
- Belgique
- Cap-Vert
- Équateur
- Hongrie
- Inde
- Japon
- Maroc
- Venezuela
- Zimbabwe

Résolution no 732 Résolution no 734
La résolution 733 du Conseil de sécurité des Nations Unies a été adoptée à l'unanimité le 23 janvier 1992. Après avoir exprimé son inquiétude face à guerre civile en Somalie concernant les lourdes pertes en vies humaines, les destructions de biens et la menace à la stabilité régionale, le Conseil de sécurité, agissant en vertu du Chapitre VII de la Charte des Nations Unies, a décidé d'imposer un embargo « général et complet » sur les armes dans le pays afin d'établir la paix et la stabilité. La situation a été portée à l’attention du Conseil de sécurité par le gouvernement somalien.
Le Conseil a appelé le Secrétaire général des Nations Unies de l’époque, Boutros Boutros-Ghali, à prendre immédiatement des mesures pour accroître l'aide humanitaire fournie par les Nations Unies et d’autres organisations internationales à la population touchée en Somalie. Il lui a également demandé, ainsi qu'aux secrétaires généraux de l'Organisation de l'unité africaine et de la Ligue arabe, de contacter toutes les factions impliquées afin de mettre fin aux hostilités et de permettre l'acheminement de l'aide.
La résolution 733 a exhorté toutes les parties à garantir la sécurité de tout le personnel humanitaire en Somalie et a exhorté tous les États membres à contribuer à l’effort humanitaire. La résolution n’incluait pas de propositions pour une force de maintien de la paix, car certains États membres étaient réticents pour des raisons financières, et d’autres, comme les États-Unis, ont déclaré qu’ils n’interviendraient pas à ce stade, faute d’invitation de la part des principaux pays sur les territoire desquels se déroulait les affrontements.

## Voir également
- Histoire de la Somalie
- Guerre civile somalienne
- Liste des résolutions du Conseil de sécurité des Nations unies sur la Somalie